# TNK (studio)
TNK Co., Ltd. (株式会社ティー・エヌ・ケー, Kabushiki gaisha Tii Enu Kee) est un studio d'animation japonais situé dans l'arrondissement de Nerima à Tokyo.

## Histoire
Nagateru Katō, producteur ayant travaillé chez Tatsunoko Production et Movic (ja) (société affiliée du groupe animate (ja)), fonde le studio d'animation Yūgen gaisha (ja) TNK (有限会社ティー・エヌ・ケー) (Total NetworK) le 29 janvier 1999.
Le studio se consacre d'abord comme sous-traitant d'animation pour d'autres studios puis produit sa première série, Hand Maid May, diffusée en 2000 sur la chaine câblée WOWOW.
Le studio change son statut juridique en kabushiki gaisha en 2006.
Fifth Avenue Co., Ltd. (ja) est une société affiliée planifiant et produisant des drama CD pour un public féminin. Auparavant, ces CD étaient vendus sous le nom de TNK, jusqu'en 2003, à la création de cette filiale qui a repris ces activités.

## Productions

### Séries télévisées
| Année | Titre                                                                  | Dates de 1re diffusion | Dates de 1re diffusion | Nb. éps. | Notes |
| Année | Titre                                                                  | Début                  | Fin                    | Nb. éps. | Notes |
| ----- | ---------------------------------------------------------------------- | ---------------------- | ---------------------- | -------- | --- |
| 2000  | Hand Maid May                                                          | 26 juillet 2000        | 27 septembre 2000      | 10       | Production basée sur un concept initial de Jūzō Mutsuki.                                                              |
| 2001  | I My Me! Strawberry Eggs (ja)                                          | 4 juillet 2001         | 26 septembre 2001      | 13       | Production basée sur un concept initial de YOM.                                                                       |
| 2001  | Mahō shōjo neko Taruto (ja)                                            | 5 juillet 2001         | 27 septembre 2001      | 12       | Production basée sur le manga du duo Kaishaku ; coproduite avec Madhouse.                                             |
| 2002  | G-On Riders (ja)                                                       | 2 juillet 2002         | 1er octobre 2002       | 13       | Production basée sur un concept initial de KATSUZO et TNK ; coproduite avec Shaft.                                    |
| 2002  | UFO Princess Valkyrie (ja)                                             | 4 juillet 2002         | 19 septembre 2002      | 12       | Production basée sur le manga du duo Kaishaku.                                                                        |
| 2003  | L/R: Licensed by Royalty (en)                                          | 8 janvier 2003         | 25 mars 2003           | 12       | Production originale.                                                                                                 |
| 2003  | Mōsō kagaku Series: Wandaba Style (ja)                                 | 5 avril 2003           | 21 juin 2003           | 12       | Production basée sur un concept initial de Jūzō Mutsuki.                                                              |
| 2003  | UFO Princess Valkyrie: Jūni-gatsu no yasōkyoku (ja)                    | 4 octobre 2003         | 20 décembre 2003       | 13       | Suite de UFO Princess Valkyrie.                                                                                       |
| 2004  | Kannazuki no miko                                                      | 1er octobre 2004       | 17 décembre 2004       | 12       | Production basée sur le manga du duo Kaishaku.                                                                        |
| 2004  | Ryūsei sentai Musumet (ja)                                             | 3 octobre 2004         | 26 décembre 2004       | 13       | Production basée sur un concept initial de Jūzō Mutsuki et la société de production Wonderfarm.                       |
| 2006  | Rakugo Tennyo Oyui (ja)                                                | 5 janvier 2006         | 23 mars 2006           | 12       | Production basée sur un concept initial de Utawaka Katsura (ja).                                                      |
| 2006  | Lovely Idol                                                            | 2 octobre 2006         | 18 décembre 2006       | 12       | Production basée sur un concept initial de Aoi Nishimata (ja) et Agobaria (ja) pour le projet multimédia du même nom. |
| 2007  | Kyōshirō to towa no sora                                               | 5 janvier 2007         | 23 mars 2007           | 12       | Production basée sur le manga du duo Kaishaku.                                                                        |
| 2007  | School Days                                                            | 3 juillet 2007         | 11 septembre 2007      | 12       | Production basée sur le jeu vidéo de 0verflow.                                                                        |
| 2008  | Akane-Iro ni Somaru Saka                                               | 3 octobre 2008         | 19 décembre 2008       | 12       | Production basée sur le jeu vidéo de feng.                                                                            |
| 2010  | Ikki Tousen Xtreme Xecutor                                             | 26 mars 2010           | 11 juin 2010           | 12       | Suite de Ikki Tousen Great Guardians.                                                                                 |
| 2012  | High School DxD                                                        | 6 janvier 2012         | 23 mars 2012           | 12       | Production basée sur la série de light novel écrite par Ichiei Ishibumi et illustrée par Miyama-Zero.                 |
| 2013  | High School DxD New                                                    | 5 juillet 2013         | 27 septembre 2013      | 12       | Suite de High School DxD.                                                                                             |
| 2014  | Kenzen Robo Daimidaler (ja)                                            | 5 avril 2014           | 21 juin 2014           | 12       | Production basée sur le manga d'Asaki Nakama.                                                                         |
| 2014  | Seirei Tsukai no Blade Dance                                           | 4 octobre 2014         | 27 décembre 2014       | 50       | Production basée sur la série de light novel de Yū Shimizu.                                                           |
| 2015  | High School DxD Born                                                   | 4 avril 2015           | 20 juin 2015           | 12       | Suite de High School DxD New.                                                                                         |
| 2017  | sin Nanatsu no Taizai (ja)                                             | 15 avril 2017          | 1er juillet 2017       | 12       | Production basée sur une franchise multimédia de Hobby Japan ; coproduite avec Artland.                               |
| 2018  | Dorei-ku The Animation                                                 | 13 avril 2018          | 29 juin 2018           | 12       | Production basée sur la série de romans de Shinichi Okada ; coproduite avec Zero-G.                                   |
| 2018  | Senran Kagura: Shinovi Master - Tokyo yōma-hen                         | 13 octobre 2018        | 29 décembre 2018       | 26       | Suite de Sengan Kagura.                                                                                               |
| 2019  | Kandagawa Jet Girls (ja)                                               | 8 octobre 2019         | 7 janvier 2020         | 12       | Production basée sur une franchise multimédia de Kadokawa, Marvelous et EGG FIRM.                                     |
| 2021  | Kaifuku Jutsushi no Yarinaoshi                                         | 13 janvier 2021        | 31 mars 2021           | 12       | Production basée sur la série de light novel écrite par Rui Tsukiyo et illustrée par Shiokonbu.                       |
| 2024  | VTuber Legend: How I Went Viral after Forgetting to Turn Off My Stream | 7 juillet 2024         | 22 septembre 2024      | 12       | Production basée sur la série de light novel écrite par Nana Nanato et illustrée par Siokazunoko.                     |

### ONA
| Année | Titre                   | Dates de 1re diffusion | Dates de 1re diffusion | Nb. éps. | Notes |
| Année | Titre                   | Début                  | Fin                    | Nb. éps. | Notes |
| ----- | ----------------------- | ---------------------- | ---------------------- | -------- | --- |
| 2011  | Busō Shinki: Moon Angel | 22 septembre 2011      | 26 janvier 2012        | 10       | Production de courts épisodes pour la sortie du jeu vidéo Busō Shinki Battle Masters Mk. 2 ; coproduite avec Kinema Citrus. |

### OAV
- Cosplay Complex (ja) (3 OAV) (2002)
- UFO Princess Valkyrie: Special (ja) (2003)
- UFO Princess Valkyrie: Deluxe (ja) (2004)
- Cosplay Complex: Extra Identification (ja) (2004)
- UFO Princess Valkyrie: Seireisetsu no hanayome (ja) (6 OAV) (mai - octobre 2005)
- Papa to Kiss in the Dark (ja) (2 OAV) (novembre - décembre 2005)
- Itsudatte my Santa (2 OAV) (décembre 2005)
- UFO Princess Valkyrie: Toki to yume to ginga no utage (ja) (2 OAV) (août - octobre 2006)
- School Days (2 OAV) (janvier- mars 2008)
- Akane-Iro ni Somaru Saka Hardcore (2009)
- High School DxD (4 OAV) (2012 - 2015)